# Walckenaeria saniuana
Walckenaeria saniuana este o specie de păianjeni din genul Walckenaeria, familia Linyphiidae. A fost descrisă pentru prima dată de Chamberlin și Ivie, 1939. Conform Catalogue of Life specia Walckenaeria saniuana nu are subspecii cunoscute.